# Lucinha do MST
Vera Lúcia da Cruz Barbosa (Eunápolis, 28 de julho de 1972) mais conhecida como Lucinha do MST é uma ativista, agricultora e política brasileira do estado da Bahia filiada ao Partido dos Trabalhadores, foi secretária de estado de Política para as Mulheres e de Promoção da Igualdade Racial além de Deputada Estadual pela Bahia.

## Carreira política

### Secretária Estadual de Políticas para Mulheres da Bahia (2011-2014)
Em maio de 2011 foi nomeada pelo então governador da Bahia, Jaques Wagner (PT) para assumir a recém criada secretaria estadual de políticas para mulheres da Bahia, sendo responsável a partir de então pela elaboração de iniciativas de integração, valorização e proteção das mulheres no estado, permanecendo até o fim de 2014 no cargo, quando foi substituída por Olívia Santana (PCdoB).

### Secretária Estadual de Promoção da Igualdade Racial da Bahia (2015-2016)
Em dezembro de 2014 foi anunciada como parte do secretariado do então governador eleito Rui Costa, que passaria a comandar o Centro Administrativo da Bahia a partir de 1.º de janeiro do ano seguinte, como secretária estadual de promoção da igualdade racial da Bahia, recebendo o cargo do professor Raimundo Nascimento, e transmitindo a Fabya Reis (PT), em 26 de julho de 2016, quando pediu exoneração para voltar as atividades vinculadas ao MST.

### Deputada Estadual pela Bahia (2024)
Em 31 de julho de 2024 tomou posse como Deputada Estadual da Bahia, assumindo a cadeira da correligionária Maria del Carmen que licenciou-se do mandato por motivos de saúde, permanecendo em posse do cargo até 15 de outubro do mesmo ano. Durante sua atuação como parlamentar Lucinha esteve como presidente da Comissão Especial da Promoção da Igualdade além de membro das comissões de  Agricultura e Política Rural e de Direitos da Mulher.

## Desempenho eleitoral
| Ano  | Eleição           | Cargo             | Partido | Partido | Coligação                                    | Vice | Votos para Lucinha | Votos para Lucinha | Votos para Lucinha | Resultado  | Ref    |
| Ano  | Eleição           | Cargo             | Partido | Partido | Coligação                                    | Vice | Total              | %                  | P.                 | Resultado  | Ref    |
| ---- | ----------------- | ----------------- | ------- | ------- | -------------------------------------------- | ---- | ------------------ | ------------------ | ------------------ | ---------- | ------ |
| 2022 | Estadual da Bahia | Deputada Estadual |         | PT      | Federação Brasil da Esperança(PT, PCdoB, PV) | —    | 44.554             | 0,56%              | 74.ª               | Não Eleita | [ 10 ] |